# Qiu Qiyuan
Qiu Qiyuan, född 24 maj 2007, är en kinesisk gymnast.

## Karriär
Vid världsmästerskapen i artistisk gymnastik 2023 tog hon guld i barr.